# Cantone di Saint-Pourçain-sur-Sioule
Il Cantone di Saint-Pourçain-sur-Sioule è una divisione amministrativa dell'arrondissement di Moulins e dell'arrondissement di Vichy.
A seguito della riforma approvata con decreto del 27 febbraio 2014, che ha avuto attuazione dopo le elezioni dipartimentali del 2015, è passato da 14 a 22 comuni.

## Composizione
I 14 comuni facenti parte prima della riforma del 2014 erano:
- Bayet
- Bransat
- Cesset
- Contigny
- Laféline
- Loriges
- Louchy-Montfand
- Marcenat
- Monétay-sur-Allier
- Montord
- Paray-sous-Briailles
- Saint-Pourçain-sur-Sioule
- Saulcet
- Verneuil-en-Bourbonnais

Dal 2015 i comuni appartenenti al cantone sono i seguenti 22:
- Bayet
- Billy
- Boucé
- Créchy
- Langy
- Loriges
- Louchy-Montfand
- Magnet
- Marcenat
- Montaigu-le-Blin
- Montoldre
- Montord
- Paray-sous-Briailles
- Rongères
- Saint-Félix
- Saint-Gérand-le-Puy
- Saint-Loup
- Saint-Pourçain-sur-Sioule
- Sanssat
- Saulcet
- Seuillet
- Varennes-sur-Allier